# Massanassa
Massanassa è un comune spagnolo di 7 370 abitanti situato nella comunità autonoma Valenciana.